# Belle de jour
Belle de jour és un film del 1967 dirigit per Luís Buñuel i basat en la novel·la homònima de l'escriptor francès Joseph Kessel, publicada el 1928. S'ha doblat i subtitulat al català.
El títol fa referència a la planta hemerocal·lis, el nom de la qual prové del grec antic ἡμέρα (Hemera) "jour" i καλός (kalos) "belle" i, en general, és una planta que floreix durant el dia. La protagonista de la pel·lícula, inspirada per l'activitat diürna de la planta, es prostitueix furtivament durant el dia donant-se a conèixer als clients del bordell com a Belle de jour. Al vespre, finalitzada l'absència del seu marit, retorna discretament a casa.

## Argument
La fàcil i benestant vida matrimonial de Séverine, casada amb un doctor, no aporta plenitud a la bella jove, la qual és víctima d'una frustració sexual que el seu marit no pot sufragar. Séverine és permanentment assetjada per la turbulència passional de les seves masoquistes fantasies eròtiques, de les quals ella és la submisa i lligada protagonista.
Per tal d'alliberar-se de la seva insoportable angoixa sexual, Séverine es dirigeix al prostíbul dirigit per Madam Anaïs i, sota el pseudònim de Belle de jour, compaginarà una doble vida en la qual la jove es prostitueix durant el dia i retorna amb el marit el capvespre.
L'engany de Séverine comença a veure's compromès quan Pierre –el seu marit- se l'emporta uns dies de vacances al mar i Marcel, un client assidu de Belle de jour, no pot suportar la seva absència i li monta una violenta escena al seu retorn. Més endavant Séverine es veu obligada a abandonar de cop la seva furtiva activitat en ser descoberta per Henri, un amic de Pierre que l'amenaça d'enviar al bordell tots els amics del seu marit.
La sobtada desaparició de Belle de jour no plau al mafiós Marcel que, foll d'amor, no para fins a descobrir la verdadera identitat de la jove i es presenta tot seguit al seu pis, disparant a Pierre. La policia abat a trets al gelós criminal en fuga, mentre que Pierre sobreviu a l'atemptat quedant paralític de per vida. El mòbil del misteriós atemptat roman incomprensible tant per la policia com per Pierre i és només un temps més tard que Henri té a les mans poder esclarir el cas, quan visita el matrimoni i amenaça de revelar el secret de Séverine. Això no obstant, roman incert de què parlen a soles Henri i Pierre.
En la darrera escena de la pel·lícula una nova fantasia s'apodera de Séverine. Això no obstant, aquest cop no és una fantasia de naturalesa sexual sinó que Séverine visualitza ara el seu marit, que s'aixeca sa i estalvi de la cadira de rodes i la parella s'abraça en un obert final.

## Repartiment
- Catherine Deneuve: Séverine Serizy, alias Belle de Jour
- Jean Sorel: Pierre Serizy
- Michel Piccoli: Henri Husson
- Geneviève Page: Madame Anaïs
- Pierre Clémenti: Marcel
- Georges Marchal: Duc
- Françoise Fabian: Charlotte
- Macha Méril: Renée
- Marguerite Muni: Pallas
- Maria Latour: Mathilde

## Premis i nominacions[4]
- Guanyadora del Lleó d'Or del Festival de Venècia de 1967
- Nominació al BAFTA a la millor actriu per Catherine Deneuve
- Guanyadora d'un premi Bodil a la millor pel·lícula europea (premi de cinema de Dinamarca), el 1968